# Undervandspiraterne
Undervandspiraterne er en amerikansk stumfilm fra 1921 af Ralph Ince.

## Medvirkende
- Ralph Ince som John Cromwell
- Aleen Burr som Grace Hamilton
- Alicia Turner som Susan
- Harry McNaughton som 'Arry
- Tom Magrane som Hamilton
- John Butler som Chubby Madison
- Charles McNaughton som James Chipman